# Любители игрушек
«Любители игрушек» (англ. Toy Tinkers) — американский короткометражный мультфильм 1949 года, срежиссированный Джеком Ханной. Будучи частью серии мультфильмов про Дональда Дака, короткометражка была создана с помощью техниколора компанией Walt Disney Productions и выпущен RKO Pictures 16 декабря 1949 года. По сюжету, в преддверии Рождества, бурундуки Чип и Дейл пытаются украсть орехи Дональда Дака с помощью находящихся в доме игрушек.
Мультфильм «Любители игрушек» был номинирован на премию Американской киноакадемии за лучший анимационный короткометражный фильм на 22-й церемонии вручения премии «Оскар», однако проиграл проекту «Такой знакомый запах» от Warner Bros..

## Сюжет
Любопытство Чипа и Дейла приводит их в дом Дональда Дака, который срубил их дом, чтобы использовать его в качестве новогодней ёлки. Глядя в окно, бурундуки замечают орехи и конфеты, после чего решают во что бы то ни стало заполучить их. Они пробираются внутрь через почтовое отверстие и загружают орехи в грузовик. Во время кражи Дейл представляет себя участником сценки с игрушками, однако Чип даёт ему несколько пощёчин за то, что тот дурачится. Заметив названных гостей, Дональд решает поиздеваться над ними. Для этого он надевает костюм Санты-Клауса и дарит Чипу огромный праздничный орех, в то время как Дейлу достаётся маленький орешек, что приводит к ссоре между бурундуками. Внутри огромного ореха находится пистолет, под дулом которого Дональд заводит Чипа и Дейла в игрушечный полицейский фургон. Затем Дональд заряжает ружьё орехами и открывает шквал по бурундукам. Они отвечают Даку ответными выстрелами шариками из пушки. В результате конфликт перерастает в полноценное сражение, в ходе которого Дональд выстраивает баррикаду из подарков. Дейл незаметно проносит телефон на сторону Дональда с помощью которого Чип отвлекает Дака и оглушает его выстрелом из пушки. Разгневанный Дональд помещает в телефон динамит, однако тот не взрывается. Тем не менее, взрыв раздаётся, когда Дональд отвечает на звонок бурундуков во второй раз. Победив Дака, Чип и Дейл перевозят орехи и конфеты на игрушечных транспортных средствах.

## Роли озвучивали
- Джимми Макдональд — Чип
- Десси Флинн — Дейл
- Кларенс Нэш — Дональд Дак

## Издания
11 декабря 2007 года мультфильм был выпущен в составе сборника Walt Disney Treasures: The Chronological Donald, Volume Three: 1947—1950.